# 1891年逝世人物列表
1891年逝世人物列表：1月 - 2月 - 3月 - 4月 - 5月 - 6月 - 7月 - 8月 - 9月 - 10月 - 11月 - 12月
下面是1891年逝世的知名人士列表。

## 1-6月

### 1月1日
- 奕譞，清朝道光帝七子，咸豐帝和恭親王奕訢七弟，醇賢親王，第一代醇親王，光緒帝生父，宣統帝祖父

### 1月3日
- 烏拉布，清朝政治人物

### 1月4日
- 查理斯·基恩，英國藝術家和插畫家

### 1月5日
- 艾瑪·阿博特，美國歌劇歌手

### 1月11日
- 喬治-歐仁·奧斯曼，法國城市規劃師
- 卡爾·約翰·蒂塞利烏斯，瑞典政治家，瑞典第三任首相

### 1月15日
- 約翰·韋爾伯恩·魯特，美國建築師

### 1月16日
- 莱奥·德利布，法國作曲家

### 1月17日
- 乔治·班克罗夫特，美國政治人物

### 1月20日
- 卡拉卡瓦，夏威夷國王

### 1月21日
- 卡利薩·拉瓦萊，加拿大作曲家
- 詹姆斯·汀布萊克，美國律師

### 1月25日
- 特奧·梵谷，荷蘭藝術品商人

### 1月26日
- 尼古拉斯·奧托，德國工程師

### 2月4日
- 佩拉喬·安東尼奧·德·拉巴斯蒂達·達瓦洛斯，羅馬天主教大主教和墨西哥政治家，1864-1816年在墨西哥第二帝國時期擔任攝政王[1]

### 2月10日
- 索菲亞·科瓦列夫斯卡婭，俄羅斯數學家

### 2月13日
- 大衛·迪克森·波特，美國海軍上將

### 2月14日
- 威廉·提康普赛·谢尔曼，美国将军

### 3月13日
- 西奧多·德·班維爾，法國作家[2]

### 3月15日
- 約瑟夫·巴扎爾蓋特，英國土木工程師[3]

### 3月17日
- 拿破崙-熱羅姆·波拿巴，西發利亞國王熱羅姆·波拿巴的幼子、法國皇帝拿破崙一世的姪子。
- 愛德華·克拉姆-加拉斯，奧地利將軍

### 3月27日
- 詹姆斯·埃金，聯邦陸軍將軍

### 3月29日
- 乔治·修拉，法國的印象派中點描派的代表畫家

### 4月2日
- 艾哈邁德·韋菲克帕夏，土耳其政治家

### 4月7日
- 費尼爾司·泰勒·巴納姆，美國表演者

### 4月9日
- 喬治·卡文迪什-本廷克，英國保守黨政治家

### 4月12日
- 巴登的塞西莉埃

### 4月24日
- 老赫爾穆特·馮·毛奇，普魯士陸軍元帥

### 4月25日
- 納撒尼爾·伍達德，英國教育家

### 5月2日
- 奧爾巴尼·詹姆斯·克裡斯蒂，英國耶穌會神父和學者

### 5月8日
- 海倫娜·布拉瓦茨基，俄羅斯出生的作家、神智學家
- 約翰·羅伯遜，澳大利亞政治家，新南威爾士州州長

### 5月11日
- 亞歷山大·愛德蒙·貝克勒爾

### 5月16日
- 扬·康斯坦丁·布勒蒂亚努，羅馬尼亞政治家

### 5月20日
- 吉姆·福格提

### 6月6日
- 约翰·亚历山大·麦克唐纳，加拿大第一任總理，聯邦之父

### 6月19日
- 大衛·塞特爾·里德，美國政治家

### 6月23日
- 撒母耳·紐維特·伍德，美國政治家

### 6月24日
- 威廉·爱德华·韦伯，德國物理學家

## 7-12月

### 7月1日
- 米哈伊尔·科格尔尼恰努，羅馬尼亞第三任總理

### 7月4日
- 漢尼拔·哈姆林，美國第15任副總統

### 7月18日
- 郭嵩焘，晚清政治家

### 7月20日
- 弗雷德里克·韋爾德，紐西蘭第六任總理

### 7月24日
- 赫爾曼·拉斯特，德國出生的四十八人，伊利諾伊州《國家報》主編

### 8月12日
- 詹姆斯·羅素·洛厄爾，美國詩人和散文家[4]

### 8月14日
- 莎拉·柴爾德雷斯·波爾克，美國第一夫人

### 8月20日
- 弗朗茨·布吕诺

### 8月27日
- 撒母耳·波默羅伊，美國政治家、鐵路高管

### 8月29日
- 皮埃爾·拉門特，法國自行車發明者

### 9月9日
- 儒勒·格雷維，法國政治家

### 9月11日
- 安特羅·德·昆塔爾，葡萄牙詩人

### 9月15日
- 伊萬·岡察洛夫，俄羅斯作家

### 9月18日
- 威廉·費雷爾，美國氣象學家

### 9月19日
- 何塞·曼努埃尔·巴尔马塞达，智利第10任總統

### 9月24日
- 希腊和丹麦的亚历山德拉，俄羅斯帝國大公夫人和希臘王國公主。

### 9月27日
- 伊凡·亚历山大罗维奇·冈察洛夫，俄羅斯小說家

### 9月28日
- 赫尔曼·梅尔维尔，美國小說家[5]

### 9月30日
- 喬治·布朗熱，法國將軍、政治家

### 10月5日
- 小文惠廉

### 10月6日
- 卡爾一世，符騰堡國王
- 查爾斯·史都華·巴奈爾，愛爾蘭民族主義領袖

### 10月22日
- 陳霞林，清代舉人

### 10月23日
- 奧普蒂納的安布羅斯，俄羅斯東正教聖人

### 10月25日
- 久邇宮朝彥親王，日本皇室

### 10月29日
- 山階宮晃親王，日本皇族。

### 11月10日
- 阿尔图尔·兰波，37歲，法国诗人[6]

### 11月17日
- 喬治·庫珀，美國海軍上將

### 11月28日
- 詹姆斯·科里，英國政治家

### 11月
- 福爾摩斯，英国偵探假死

### 12月4日
- 弗雷德里克·惠塔克，新西蘭政治家

### 12月5日
- 佩德羅二世，巴西第二位也是最後一位皇帝

### 12月6日
- 埃米爾·貝亞德，法國藝術家

### 12月7日
- 瑪麗·海倫·派克·克蘭，美國活動家;作家史蒂芬·克萊恩的母親

### 12月12日
- 裘莉婭·艾姆斯，美國改革家

### 12月17日
- 何塞·马里亚·伊格莱西亚斯，墨西哥律師和記者，1877年至1823年擔任臨時總統[7]

### 12月20日
- 威廉·羅伯特·伍德曼，英國金色黎明赫爾墨斯騎士團的聯合創始人

### 12月29日
- 利奥波德·克罗内克，波蘭出生的德國數學家、學者

### 12月31日
- 撒勞瑟，第一位非洲聖公會主教、語言學家和傳奇傳教士